# توماس کلی
توماس کلی (به انگلیسی: Thomas Clay) بازیکن فوتبال زادهٔ ۱۹ نوامبر ۱۸۹۲  فوت ۲۱ فوریه ۱۹۴۹. اهل کشور انگلستان که سابقهٔ بازی در پست fullback  تیم ملی فوتبال انگلستان را در کارنامهٔ خود دارد. وی در تاریخ ۱۵ مارس ۱۹۲۰ نخستین بازی ملی خود را در مقابل تیم ملی فوتبال ولز انجام داد و با حضور در ۴ بازی ملی، در تاریخ ۸ آوریل ۱۹۲۲ واپسین بازی ملی‌اش را در برابر تیم ملی فوتبال اسکاتلند برگزار کرد.